# 童士元
童士元（1923年3月1日—2019年4月4日），原名阮士同、阮有武，生于越南廣平省廣澤縣，越南政治家、军事家，中将军衔。胡志明為其改名为童士元。他于1961年在北京中国人民解放军国防大学学习，後來擔任过越南共产党各重要职务：交通部部长，建筑部部长，副总理。他党内最高位置为越共中央政治局委员。越南战争时期中，童士元在1967～1976年任长山部队司令，对于胡志明小道划定和设立有决定性的贡献。